# Розщепка звичайна
Розщепка звичайна, схізофіл звичаний (Schizophyllum commune) — вид грибів роду розщепки, найпоширеніший гриб у світі, що росте на всіх континентах, окрім Антарктики, де просто немає деревини для використання як субстрату.

## Опис
Шапинка гриба у формі раковини, з тканиною, зосередженої в точці кріплення, що нагадує стебло. Часто хвилястий, край твердне при старінні, жорсткий, волохатий і слизький, коли вологий, сіро-білого кольору, до 4 см в діаметрі. Пластинки блідо-червоні або сірі. Росте переважно з осені до весни на мертвій деревині в хвойних та листяних лісах.

## Життєвий цикл
Розщепка звичайна має більш ніж 28 тисяч різних статей. Потомство дають два гриба різної статі; цей механізм захищає від родинного спаровування.
Зазвичай гриб вражає деревину, що гниє, але також може викликати захворювання у людини.

## Практичне використання
Попри те, що європейські та американські джерела зараховують її до неїстівних грибів, вона не є отруйною, хоч і становить малий кулінарний інтерес через свою жорсткість. Розщепка звичайна насправді їстівна і широко вживається в їжу в Мексиці та інших тропічних країнах.
Гідрофобін був вперше отриманий з розщепки звичайної.

## Цікаві факти
Геном Розщепки звичайної був секвенований в 2010 році.

## Галерея

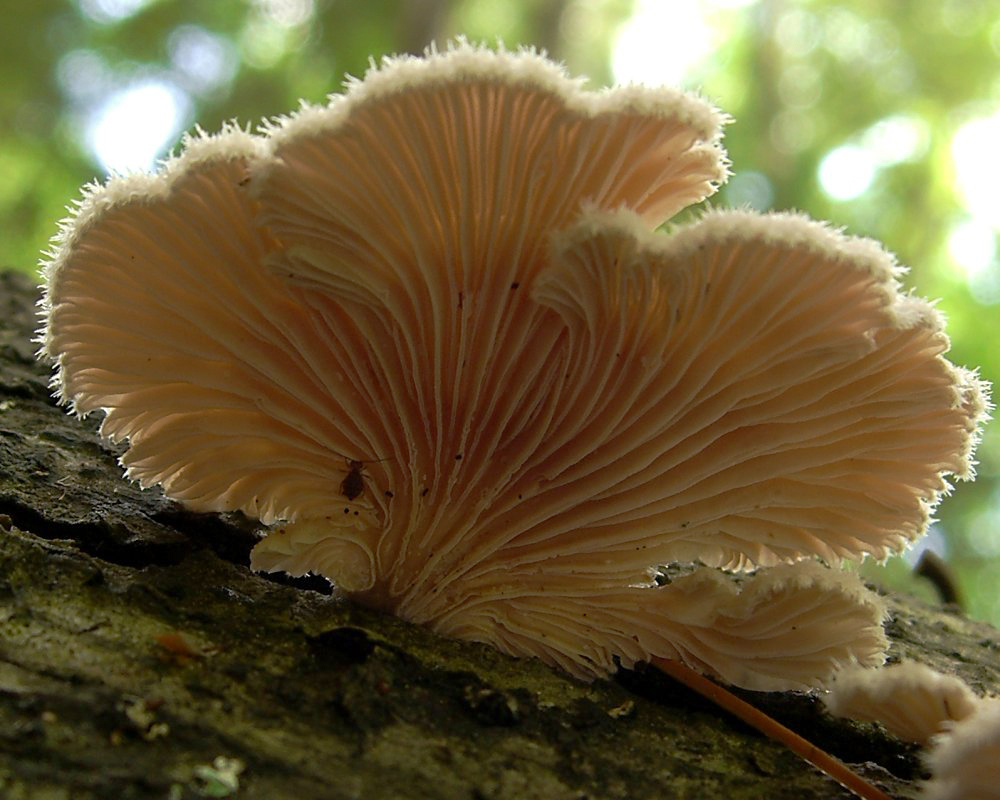
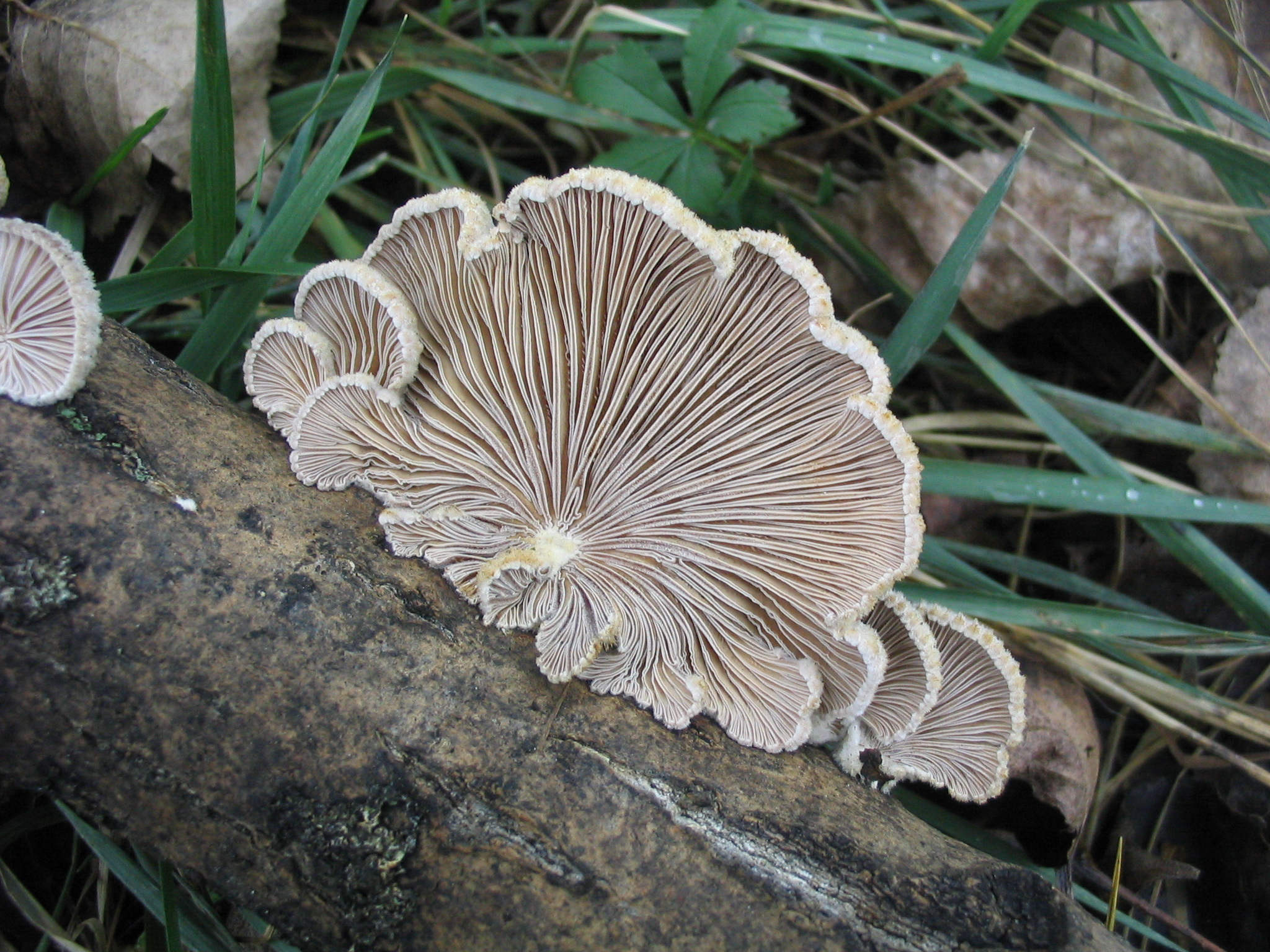
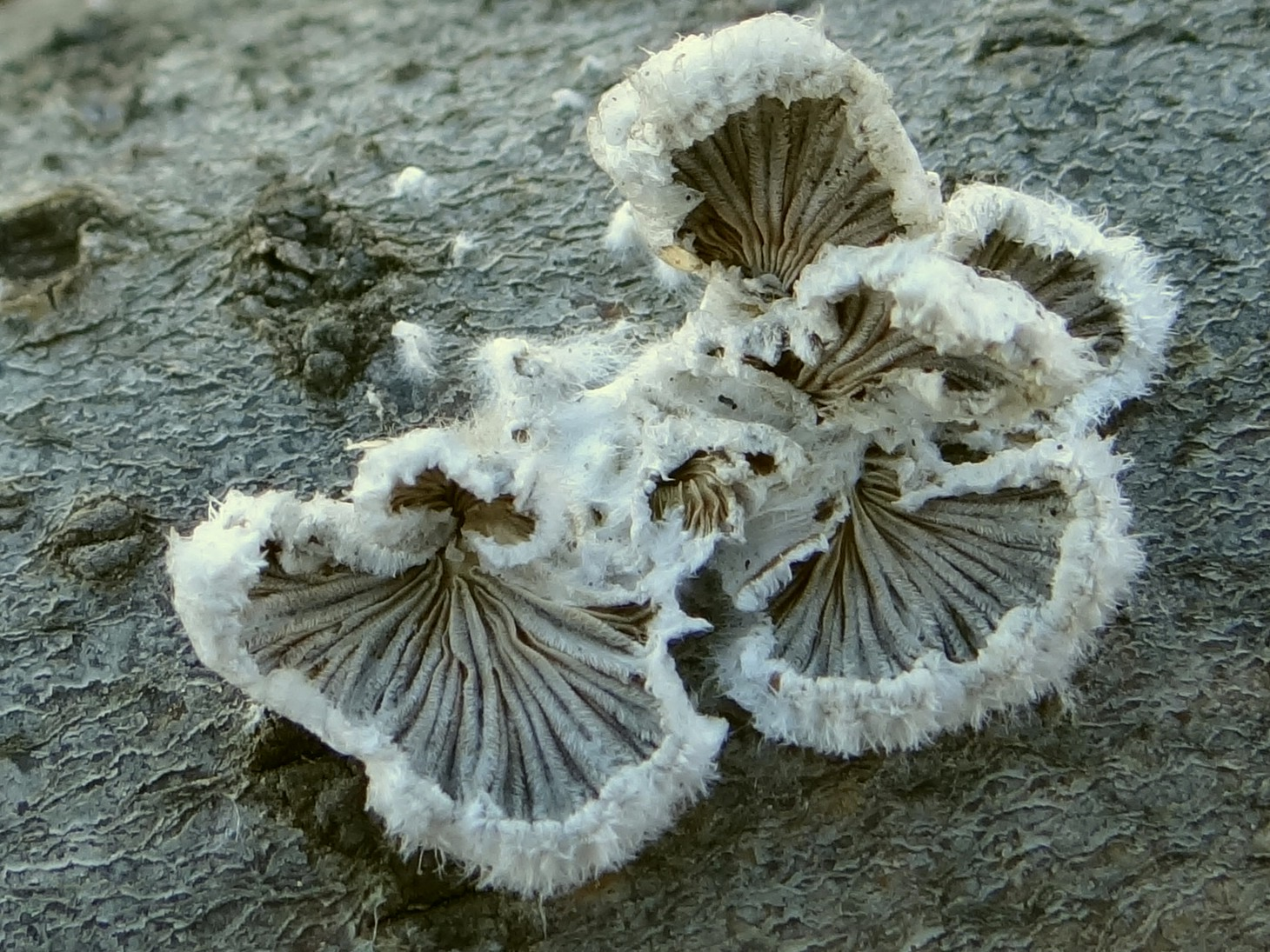
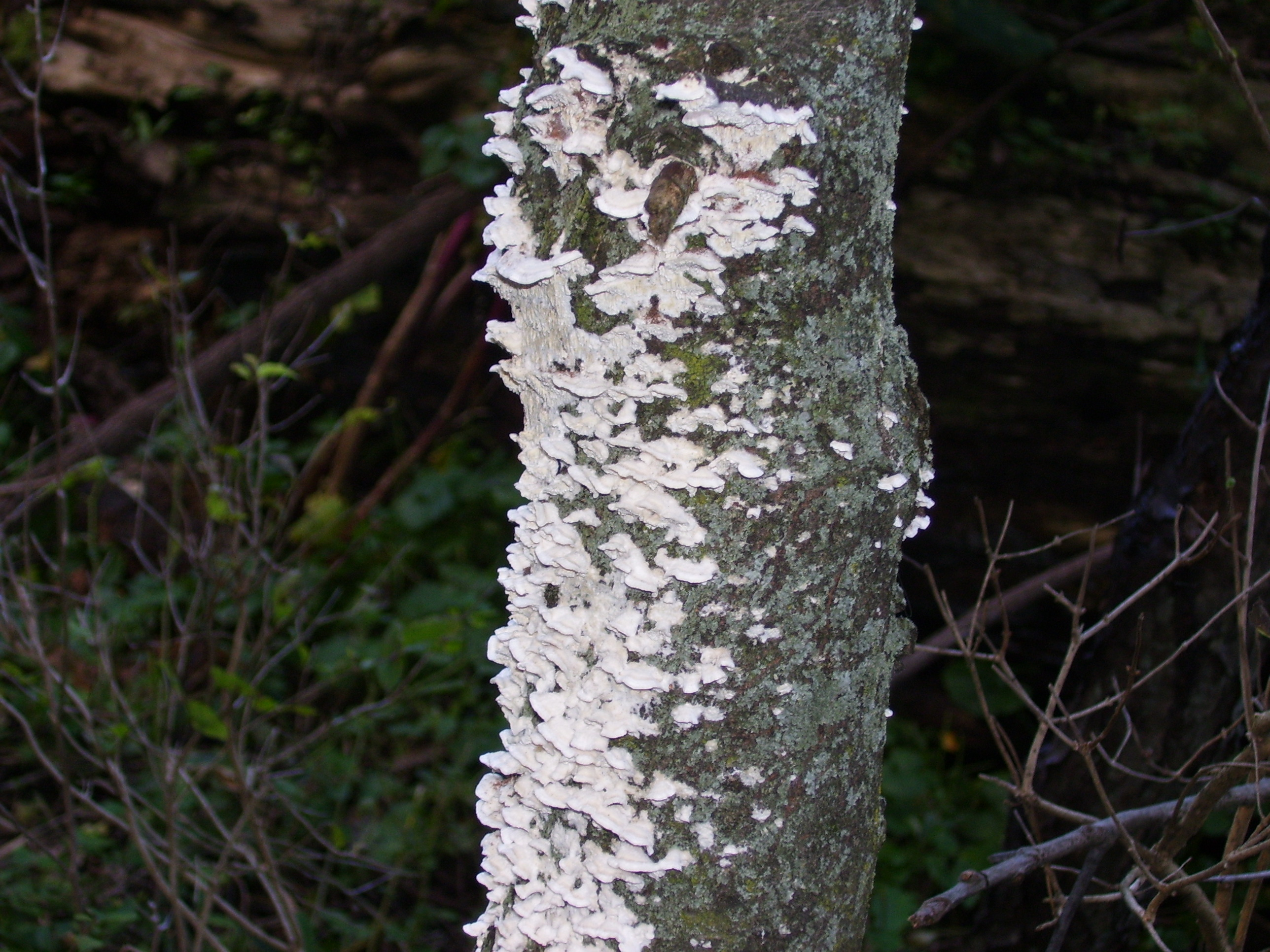
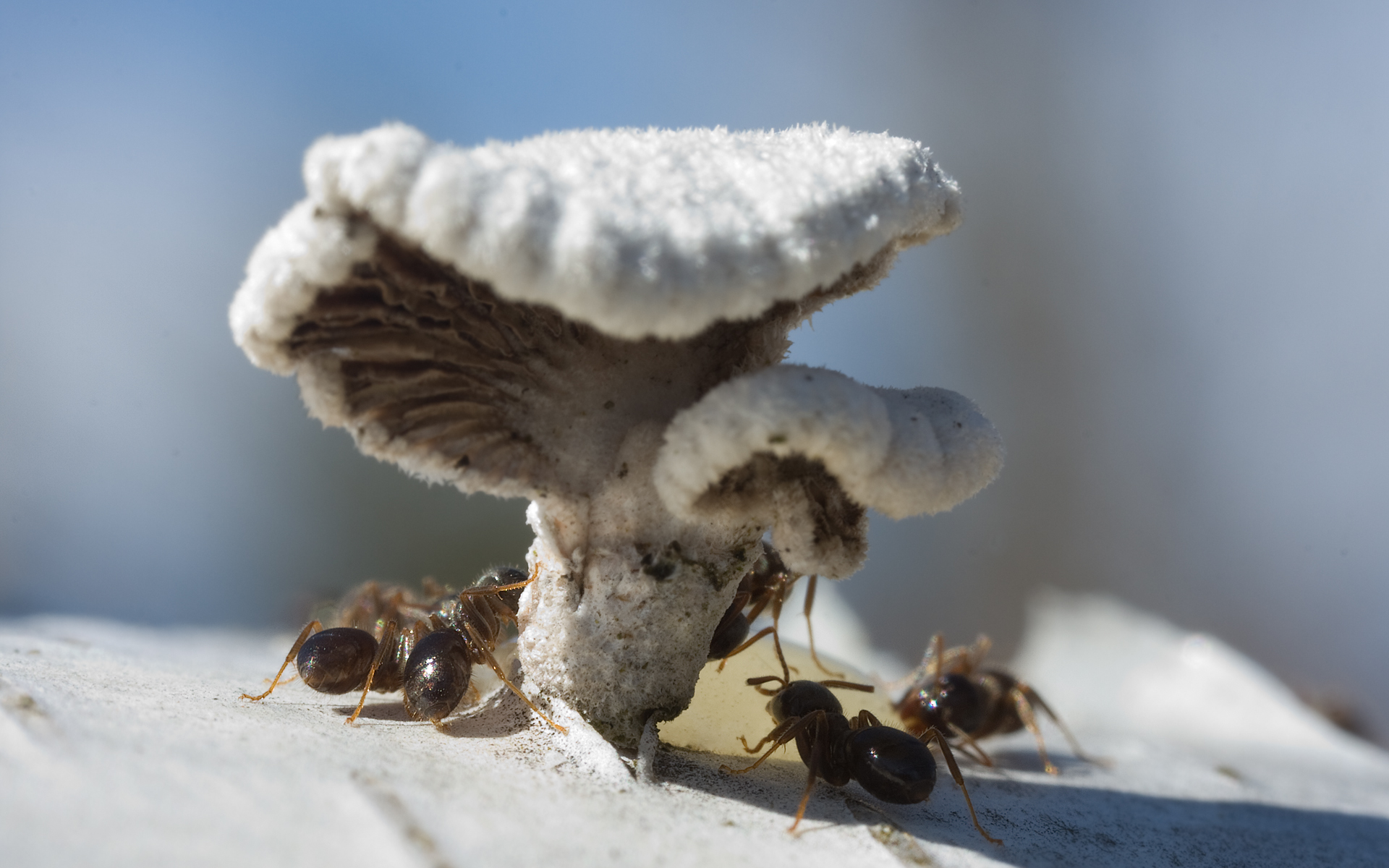
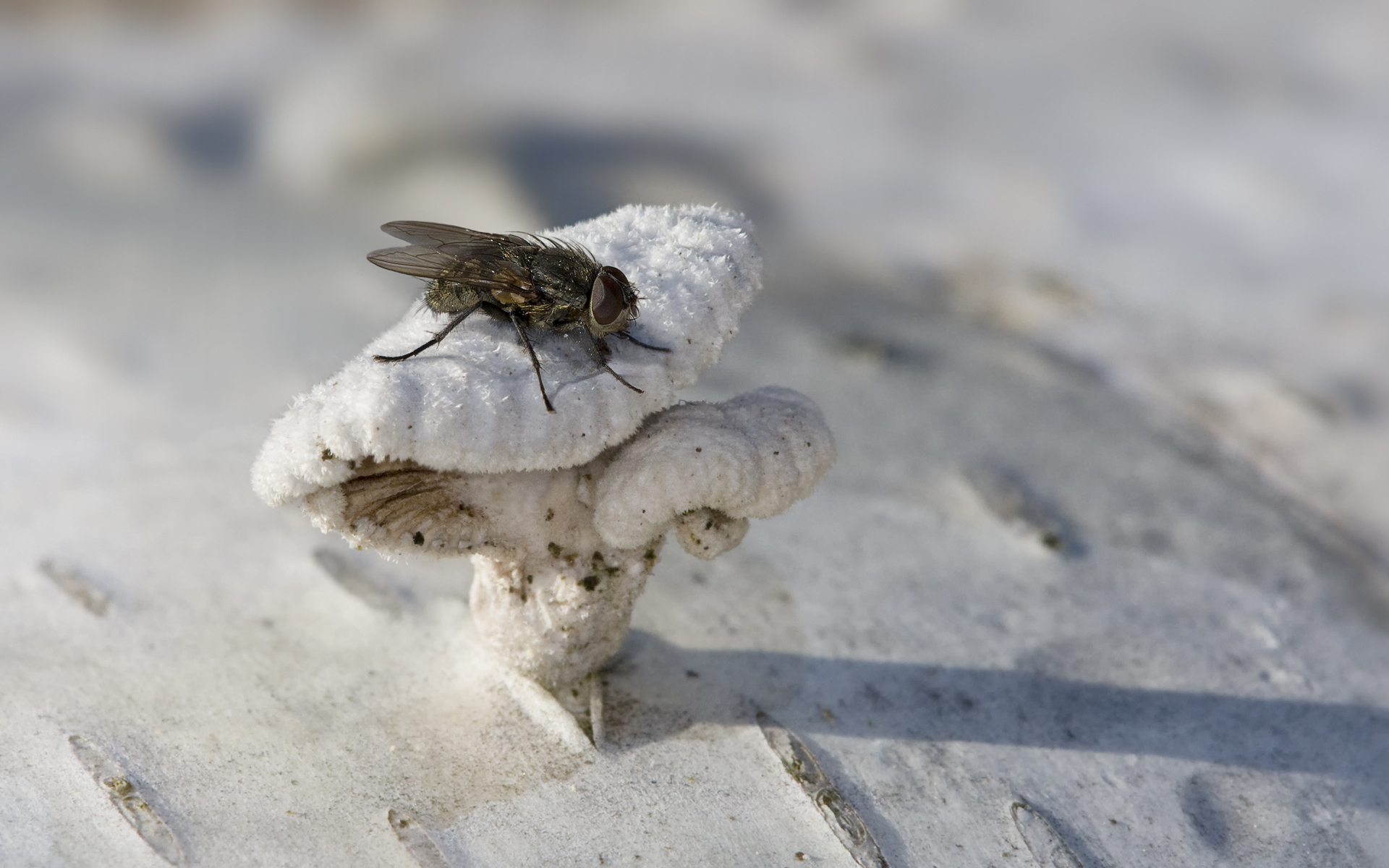